# ときめきメモリアルの登場人物
ときめきメモリアルの登場人物（ときめきメモリアルのとうじょうじんぶつ）は、コナミ（現、コナミデジタルエンタテインメント）の恋愛シミュレーションゲーム『ときめきメモリアル』及びその関連作品の登場人物の一覧である。

## ヒロイン
藤崎詩織（ふじさき しおり）

声：金月真美、演：吹石一恵
本作のメインヒロイン。主人公が淡い恋心を抱いている。才色兼備でスポーツ万能、思いやりがあり誰にでも優しい女の子。きらめき高校のアイドル的存在。
如月未緒（きさらぎ みお）
声：関根明子
本作のヒロインの中では唯一眼鏡を掛けた少女。本をこよなく愛する文学少女。部活は文芸部か演劇部。おとなしい性格ではあるが、真面目で一途。体が弱く貧血気味で、演劇の稽古中に倒れたりする。常に周囲に気を遣う性格。
卒業後は一流大学に進学する。
『対戦ぱずるだま』のエンディングでは、ゲーテのルーツを見聞するためドイツを訪れている。
ラジオドラマ『もっと!ときめきメモリアル』では、第9話『学園祭』で藤崎詩織に代わってヒロインを務め、物語終盤で早乙女好雄と付き合うようになる。また、同作品およびラジオドラマでは、虹野沙希の親友となっている。
『2 Substories 〜Memories Ringing On〜』では、白雪美帆のルートを進めると、美帆の所属している劇団の女優として名前のみ登場する。
2021年にふたまん＋編集部が30〜40代の男性200名を対象にした「見た目がかわいいと思うキャラクター」アンケートにおいて6位となった。
紐緒結奈（ひもお ゆいな）
声：中友子
マッドサイエンティスト少女。理系の勉強が得意で、実験と研究が趣味。自分の作ったロボットで世界征服する野望に燃える。部活は科学部か電脳部（SFC版では科学部にのみ所属。ただし、詩織が科学部に所属している場合は登場しない）。IQ300の天才。主人公が紐緒の研究を見てしまうと、他の部に入っているか否かに関わらず強制的に自分の部活に入部させる。常に居丈高で強引な性格であるが、自分の気持ちを上手く表現できないだけで性格の悪い人間ではない。
卒業後は一流企業に就職する。
『対戦ぱずるだま』のエンディングでは、一流企業の工業試験場のプロジェクトチームに在籍している。
15年後の設定の続編『4』では、文化祭で彼女と思われる人物がロボットを暴れさせたという話をエリサ・D・鳴瀬から聞くことができるほか、ある条件を満たすと彼女が書いた「世界征服ロボの設計図」をアイテムとして入手することができる。
『2』に登場した伊集院メイとは師弟の関係。また『2 Substories 〜Dancing Summer Vacation〜』では特別ゲストとして、ダンスダンスレボリューション全国大会の最中に、伊集院メイとともに「真・世界征服ロボ」に乗って登場した。
『Girl's side』では電脳部のOGとして、関連書籍の蒼樹千晴のエピソードで彼女の存在が軽く触れられている。
セガサターン版で、紐緒に嫌われている状態で主人公の方から告白した場合、当然振られるのだが、その際に主人公に対してぶつける台詞は非常に容赦のない辛辣なもので、クリア後に聞ける担当声優のフリートークでは演じる中友子自身が「（こんなキツい断り方しなくてもいいんじゃない？ あなた）と思いながら収録した」と語っている。
片桐彩子（かたぎり あやこ）
声：川口雅代
芸術家肌の少女。独特の髪型（シニヨン）が特徴（デザイナーの小倉は、「当時の飯島直子のヘアスタイルをモチーフにした」とコメントしている）。部活は美術部か吹奏楽部（SFC版では吹奏楽部の代わりに軽音楽部、ドラマシリーズと小説版では美術部に固定）。英語が得意でオープンな性格。まず英語で話し、続けてその日本語訳を言うという独特の話し方を持つ。『ドラマシリーズVol.2 彩のラブソング』ではメインヒロインを務めており、以前近所に住んでいた女性が話していた英語の「歌うような口調」に憧れて、変わった言い回しが身についてしまったと語っている。
卒業後は絵画の勉強のため、パリに留学する（吹奏楽部に所属していた場合も、必ずこの進路になる）。
『対戦ぱずるだま』のエンディングでは、留学先のパリから主人公へ手紙を送っている。
ラジオドラマやドラマシリーズでは清川望と仲がよい。『対戦ぱずるだま』の会話や同人誌等では、似たもの同士の朝日奈夕子と友人関係であることが多い。またコナミのイラストには、彩子と朝日奈がそれぞれルーズソックスを履いているイラストも存在する。
ユーザーの間での人気は詩織・沙希に次ぐ3位につけており、ドラマシリーズ2作目『彩のラブソング』のメインヒロインに抜擢されたのもそのためである（当時の『ファミ通』における開発者インタビューにて明言あり）。
2021年にふたまん＋編集部が30〜40代の男性200名を対象にした「見た目がかわいいと思うキャラクター」アンケートにおいて2位となった。
虹野沙希（にじの さき）
声：菅原祥子
本作のヒロイン。部活は野球部かサッカー部のマネージャー（ドラマシリーズとラジオドラマではサッカー部に固定。小説版と『2 Substories』では野球部に固定）。本人によると「運動はするより見るのが好き」。根性をモットーに頑張る努力家。控えめで家庭的な性格で、デートスポットの好き嫌いも少ない。
努力する人を応援しており、ドラシリーズ『虹色の青春』ではレギュラー入りを目指し、努力する主人公を健気に応援している姿がクローズアップされており、彼女の特徴が良く分かるストーリー展開となっている。
ラジオドラマやドラマシリーズでは如月未緒と仲がよく、ドラマシリーズ第3作『旅立ちの詩』ではお互いの趣味が家庭的なものという点が共通する古式ゆかりと友人同士になっている。また、『2』に登場する佐倉楓子とも部活動を通じて知り合った知人同士であり、『2 Substories 〜Leaping School Festival〜』では、きらめき高校野球部のマネージャーとして特別ゲストで登場した。
卒業後は料理の専門学校に進学する。
『対戦ぱずるだま』のエンディングでは、自身が通う料理の専門学校の研修で中国に旅立っている。
主人公を意識しだすと瞬きの際にウィンクをし始めるが、これはPCE版開発当時に両目とも瞬きさせるアニメを完成させられなかったため、苦肉の策としてウィンクさせたためと開発者は語っている。
もともと“ポスト詩織”を目して設定されたキャラクターであると開発者は語っている。過去にゲーム雑誌等で行われた人気投票では詩織を抜いて1位を獲得したことがあり、中には現実世界の西暦に基づく年齢での虹野（2021年時点で42歳）の生活を想像する当時からのファンも存在する。また虹野が劇中で主人公のために作った弁当（虹弁）を考察し再現を試みるファンも存在し、声優の杉田智和は当時弁当を再現して学校に持っていったこともある。
その人気を反映して、ドラマシリーズ第1弾の『虹色の青春』ではメインヒロインを務めている。
声を務めた菅原にとって、ゲームキャラクターを演じるのが本作が初めてであり、掛け声などの短い台詞を収録するものだと教わっていたが、本作においては大量の台本が送られてきて、深夜0時を超えても仕事があるのが今までのゲームとは違うことをTOKYO FMで放送された「TOKYO SPEAKEASY」にゲスト出演した際に述べている。
2021年にふたまん＋編集部が30〜40代の男性200名を対象にした「見た目がかわいいと思うキャラクター」アンケートにおいて3位となった。
古式ゆかり（こしき ゆかり）
声：黒崎彩子
お嬢様育ちゆえの極度のスローテンポな話し方（ボイスがSFC版では、彼女の台詞は文字がゆっくりと表示される）で、世間の常識とはかけ離れた言動が特徴的。部活はテニス部（詩織がテニス部に所属している場合は登場しない）。おとなしめでのんびりとした性格をしている。また、天然っぽい性格でもある（後述「天然エピソード」を参照）。
卒業後は父親の薦めで二流大学に進学する。
このシリーズで唯一家族構成と家業が分かっているキャラクターで、実家は「古式不動産」という大規模な不動産業を営んでいる。
自宅は和風邸宅で、ドーベルマンが放し飼いされていることもラジオドラマ・彼女名義の音楽CDで判明している。また藤崎詩織の公式ファンクラブ「Shiori Mate」の冊子の最終号では、犬（種類はミニチュアダックスフント）をペットとして飼っていることが判明した。
『対戦ぱずるだま』では、古式がゲームに負けると首を傾げ頭上には『?』マークが表示され、勝っても相手に対し「どうされたのですか?」と言っている等、自分がゲームに勝ったか負けたかを理解していないリアクションをとっている。
同じく『対戦ぱずるだま』では優美と対決した時、プロレスの意味が全く分かっていない様子である。
ラジオドラマやドラマシリーズ、小説版では朝日奈夕子と仲がよい（ラジオドラマやドラマシリーズでは朝日奈との漫才も披露する）。
同じお金持ち同士である伊集院レイとは幼馴染。また彼女はきらめき高校全生徒の中で、伊集院の秘密（詳しくは、「伊集院レイ」を参照）を知っている唯一の人物でもある（そのため、ラジオドラマでは伊集院に天敵扱いされている）。
ラジオドラマでは伊集院と間違われて誘拐されたこともある。
「古式ゆかり」の初期設定
いくつかの事情により、初期設定時と現在の「古式ゆかり」のキャラクターでは大幅に変更されている。
名前
開発当初の名前は「星野翔子」だったが、JIS第2水準の漢字をシステムに持たないPCエンジンで「翔」という字が表示できなかった事情から、現在の名前に変更された。「古式ゆかり」と名付けたのは小倉であるが、そのきっかけとなったのは、スタッフの母親の旧姓が「古式」だったことによるもの。
位置づけ
当初、彼女はメインヒロインの詩織のセカンドヒロイン的なタイプで、詩織とライバル関係であった。
性格
強気なスケバンだった。
見た目
大人びたスタイルと外見（ただし、ヘアスタイルは現在のものと変わっていない）。
家庭環境
父親の職業が広域暴力団の組長で家族構成も綿密に設定されていた（上記にあるような彼女の性格や見た目が今と違うのもこれが関係している）。デートの際に電話をすると、父親の携帯電話に転送されてしまう設定がされていた。

SFC版では彼女の設定がさらに追加されており、豪州への海外渡航歴がある。また傷心時の下校時に、顔は怒りながらも受け答えをきちんとする（PCエンジン版・SS版では無言）。さらにプールでの3回目のデートではベストアンサーな台詞を言うと「そのような事を言ってくれるのは○○（主人公の名前）さんだけです」と言う台詞も加わった。
桜木雪弥の漫画・『マイホームみらの』の主人公・富良田みらののモチーフにもなっている。なお、この漫画のアシスタントには清川望の大ファンがいた。
『対戦ぱずるだま』では植物園に登場し、10人の相手をする際に、それぞれのキャラクターによってお勧めの花が変わる。
清川望（きよかわ のぞみ）
声：笹木綾子
部活は水泳部（詩織が水泳部に所属している場合は登場しない）。毎朝50kmのロードワークを欠かさない超高校級スイマー娘。種目は自由形。美術館の彫像を勢い余って壊してしまったり、ボウリングの球を投げ飛ばして主人公にぶつけてしまうなど逞しく、「○○だぜ」と少年のような口調で話す。趣味も運動で毎朝ジョギングをしている。
しかし、本来は優しい性格で、特に主人公を意識しだすと女言葉で話し始めるなど、徐々に女らしさを身につけようとする。
卒業後は実業団の水泳選手になる。
『対戦ぱずるだま』のエンディングでは、水泳の世界大会の決勝戦前の心境を語っている。
ラジオドラマやドラマシリーズでは彩子と仲がよい。
彼女の名付けの親はキャラクターデザイナーの小倉雅史。
15年後の設定の続編『4』では、体育祭の100m走と二人三脚の記録レコードで名前のみ登場する。また、名前は出てこないものの、海のダブルデートで龍光寺カイ（と皐月優）が出てきた場合、龍光寺の好感度が高ければ会話イベントが発生し、彼女から「きらめき高校の先輩には超高校級の女性スイマーがいた」という話が聞ける。
上記の通り男のような言葉遣いだが、「一人称でキャラクター表現をしたくない」という方針により、自分のことは「私（わたし）」と呼ぶ。これは優美を除く全員に共通（ただし『対戦ぱずるだま』において、古式ゆかりが自分のことを一人称で呼ぶことがある）。
鏡魅羅（かがみ みら）
声：五十嵐麗
親衛隊を数名抱えていて、校内にファンクラブがあるほどの学園の女王。中学時代に大失恋を経験して以降、「男は綺麗な女が好み」だと思い込み、世の男子を見返すために自らの美を追求している。またその絶対の自信から、相手に対しても相当のルックスを要求してくる。
母子家庭であまり裕福ではなく、6人いる弟たちの母親代わりとして面倒を見ており、弟が熱を出した時にはデートをキャンセルすることもある（おしゃべりピアスでは、父親を亡くしていることが判る）。
普段の学校生活では、主人公に対して常に高飛車な態度を取るが、クリスマスパーティーで借りていったコートの解れを繕ってから返してくるなど、素は家庭的な性格（藤崎詩織の公式ファンクラブ『Shiori Mate』の会報では、虹野沙希と共に厨房で料理を作っている絵が描かれている）。
『対戦ぱずるだま』では、学園のアイドル的存在である詩織や沙希をライバル視している言動が見られる。
卒業後はモデルになる。
『対戦ぱずるだま』のエンディングでは、モデルの仕事のためハリウッドを訪れている。
初期設定では「デートの電話をする際に相手の顔が表示されるシステムで、彼女の家の電話は黒電話だった」が、容量の関係でボツになった。
『2 Substories 〜Memories Ringing On〜』では、白雪真帆のルートを進めると、真帆と一緒に仕事をしているモデルとして名前と姿のみ登場する。
2021年にふたまん＋編集部が30〜40代の男性200名を対象にした「見た目がかわいいと思うキャラクター」アンケートにおいて4位となった。
朝日奈夕子（あさひな ゆうこ）
声：鉄炮塚葉子
流行のものが大好きな少女。自由奔放で遊ぶ事が大好きな反面、勉強は大の苦手。学園生活も適当で遅刻常習犯。両親は共働きで、子供時代からあまり構ってくれなかったいわゆる鍵っ子であったことから、奔放な性格になったと本人は語っている。
卒業後はフリーターになる。『対戦ぱずるだま』のエンディングでは、ハワイに遊びに来ている。
ラジオドラマやドラマシリーズでは古式ゆかりと仲がよい。また、『2』に登場した白雪真帆とは友人同士で、真帆からは「ヒナ」と呼ばれている。好雄とは中学が一緒の腐れ縁で、主人公とも好雄を通じて紹介される。
彼女の名を考えたのは小倉雅史である。「朝日奈」姓は彼の小学時代の同級生から。
『2 Substories 〜Dancing Summer Vacation〜』では、ダンスダンスレボリューション全国大会の参加者として特別ゲストで登場。作中では初対面の『2』の主人公に「DDR」を丁寧に教えるなど、面倒見が良く優しい一面が描かれている。シリーズの続編である第2作『Leaping School Festival』でも姿のみ登場している。
2021年にふたまん＋編集部が30〜40代の男性200名を対象にした「見た目がかわいいと思うキャラクター」アンケートにおいて6位となった。
美樹原愛（みきはら めぐみ）
声：栗原みきこ
姫カット気味のおかっぱ頭（ただし長髪）が特徴の少女。愛称は「メグ」。詩織の中学校時代から親友だが主人公とは面識は無かった。主人公の学校での目立ち具合で登場の時期が変わるが、基本的には詩織の紹介の下で知り合う。条件を満たしてクリスマスパーティに参加できなかった場合にのみ、直接知り合うことになる。内気な性格で、男性を見ると赤面してしまったりする反面、大胆な一面もある。制服のスカートの下は常にブルマーを着用している。ヒロイン中最も小柄で、自分でも子供っぽい容姿を気にしている。
卒業後は2流企業へ就職する。
『対戦ぱずるだま』のエンディングでは、コアラに会うためオーストラリアを訪れている。
小説版ではただ1人失恋を経験し、その後芯の強さを覗かせるキャラクターに成長することになる。
『2 Substories 〜Memories Ringing On〜』では、白雪真帆のルートを進めると、真帆が電話をしている相手として名前のみ登場する。
早乙女優美（さおとめ ゆみ）
声：よしきくりん
好雄の1歳年下の妹。部活はバスケ部。自分のことを「優美」と名前で呼ぶなど年齢の割には子供っぽい性格だが、本人は子供っぽく見られることを嫌っている。デート時の受け答えでは最も常識的な答えが通用しないキャラクター。さらに、主人公が一級先輩であるにもかかわらず常に敬語ではなく、友達口調で話す時もある。感情の起伏が激しく、自分の気持を率直に表すタイプ。
主人公が高校卒業後、 1年後輩である彼女は3年生に進級する。
『対戦ぱずるだま』のエンディングでは、アメリカンプロレスを観戦するため、マディソン・スクエア・ガーデンを訪れている。
15年後の設定の続編『4』では、二人三脚の記録レコードで兄の好雄とともに名前のみ登場する。
小説版では、彼女にのみ恋愛対象者が存在せず、好雄とのコメディストーリーが展開する。
2021年にふたまん＋編集部が30〜40代の男性200名を対象にした「見た目がかわいいと思うキャラクター」アンケートにおいて4位となった。
館林見晴（たてばやし みはる）
声：菊池志穂
入試の時に出会った主人公に一目惚れをした女の子。部活は文化祭では文芸部の答弁（3年次）に登場することから、文芸部に所属していると思われる。。本編では隠れキャラクターであり、台詞上での表記は「謎の女」。事あるごとに突然主人公の前に現れては、ほとんど会話がないまま風のように去っていく。「コアラが好きらしい」ということ以外彼女に関する情報が少なく、登場キャラクターの中でも特に謎が多いキャラクターである。ただし、他のヒロインと同じくテスト結果は出るため、成績は割と上位の方にいることは分かる。
卒業後は基本的には主人公が選んだ進路と同じ道に進むが、主人公がクラブマスターなどの特殊な進路に進んだ場合は一流大学へ進学する。
スタッフによれば、誰の告白条件も満たすことができなかった場合のプレイヤーの救済用ヒロインとして設定されたとのこと。
『対戦ぱずるだま』では詩織を使っている時に、コアラの着ぐるみを着た彼女（詩織が負けて初めて正体が分かる）が登場。
ユーザーの間での人気が非常に高く、詩織と沙希に次ぐ人気キャラクターである。ドラマシリーズ第3弾である『旅立ちの詩』では詩織と共にヒロインを務めている（本来ならば第2弾のメインヒロインとなる可能性があった。詳細は『ドラマシリーズ』の項を参照）。
『2 Substories 〜Dancing Summer Vacation〜』の背景で姿のみ登場しており、シリーズの続編である第3作『Memories Ringing On』では隠れ攻略ヒロインの一人として、藤崎詩織とともに特別ゲストで登場した。
伊集院レイ（いじゅういん レイ）
声：津野田なるみ
きらめき高校理事長の孫で、大金持ちである伊集院家の跡取り。女子生徒の人気を集める主人公のライバル的存在（ただし攻略上の障害にはならない）。自己顕示欲が強く、主人公に対して様々な嫌味や自慢話を言っては去っていく。毎年クリスマスには自宅で盛大なクリスマスパーティーが開かれる。また、バレンタインデーでは毎年女の子たちからトラックいっぱいのチョコレートをもらい、わざわざ主人公に見せつけて自慢する。
女性ながら男装をしているのは「伊集院家の女の子は、家の外では男の子として生活しなければならない」という伊集院家のしきたりによるもので、家の外では男として生活をしている。表向きは主人公に横柄な態度を取っていたが、その真意は「あえて嫌われることによって、主人公への異性としての想いを断ち切るため」であった。
この事実を他人に知られることを恐れており、この秘密を知った人間は容赦なく記憶を抹消される（古式ゆかりのみ例外。下記参照）。
男装時と本来の姿である女性時の状態とでは、声が全く別人のように異なる。
卒業後は帝王学を学ぶためにアメリカへ留学する。
『2』に登場するメイはレイの妹という設定だが、メイは上記のしきたりを踏襲していない。ただし、『1』の本編では「レイは伊集院家の一人娘」と設定されている。また、『ときめきメモリアル2 Substories 〜Leaping School Festival〜』では、メイの兄として特別ゲストで登場した。
15年後の設定の続編『4』では登場しないものの、舞台が本作と同じきらめき高校のため、苗字や存在が確認できる。また、祖父に代わってきらめき高校の理事長を務めているらしい。さらに体育祭の記録レコードに彼女の名前がある。
ラジオドラマやドラマシリーズでは、古式の父親と伊集院家がかつて共同できらめき市の都市開発に関わった縁で、古式ゆかりとは幼馴染の関係にある。きらめき高校の全校生徒の中で唯一「レイは女性である」という秘密を知っている人物であり、彼女にだけは頭が上がらない。
ドラマシリーズ・ラジオドラマ・小説版では主人公に嫌味を言いつつも試練を与えたり、一般人ではできない事をすることで遠回しに恋を応援するなど、重要な役割を果たしている。
ラジオドラマでは、主人公の高見公人に想いを寄せていた描写があったものの、本人にそれを告げることもなく自身の正体を明かすことすらなかった。
小説版では紐緒結奈に実験台にされたり、好雄が提案した企画の資金を出す「サイフ」として利用されるなど、ギャグキャラクター扱いされている。
2021年にふたまん＋編集部が30〜40代の男性200名を対象にした「見た目がかわいいと思うキャラクター」アンケートにおいて8位となった。

## その他の主要人物
主人公
ヒロイン藤崎詩織の隣に住む同じ歳の幼馴染。名前や所属する部活などはプレイヤーの任意によって決められる。このゲームの趣旨は「幼馴染である藤崎詩織と恋人」になる事であり、詩織に相応しい男になる為に勉学やスポーツなどのステータスを上げ、最終的には伝説の木の下で告白される事である。ただ、ゲーム性として、パラメーター等の条件次第では他のサブキャラクターの女の子からの告白を受ける事になる。
高見公人
CDドラマ、ラジオドラマ等における主人公。
高野直也
ノベライズ版における主人公。

早乙女好雄（さおとめ よしお）
声：上田祐司
優美の兄で、主人公の親友。高校の入学初日に同じクラスになった主人公に話し掛けて以来仲良くなる。女の子と付き合うことをいつも考えているため女の子の情報に詳しく（後述）、主人公の恋愛成就の手助けとなる存在。ノリの軽い軟派な性格で、女の子に声をかけてはそのたびにフラれるが、根っからの打たれ強さとポジティブさを持つ。妹想いで主人公など他の人にも優しいところがあり、友達思いの憎めないキャラクター。朝日名夕子は中学時代からの腐れ縁。その為、彼女の求めに応じて親友である主人公と引き合わせる役目を担う。
女の子の情報収集力に長けていて、主人公が好雄に電話をかけることでそれらの情報を教えてもらえる。女の子の趣味や電話番号はもちろん、スリーサイズまで網羅しており、お薦めのデートスポットも調べている。スリーサイズは、日常生活で女の子を見ただけで当てることができるという特技によるもの。また、主人公に対する女の子の評価として、爆弾が爆発（主人公が女の子を怒らせたことを意味している）した際も人伝てに聞いた話から、主人公が誰を傷つけてしまったかをすぐに電話して教える。
ナンパが趣味だが、一度も成功しない。しかし、それにもめげずにすぐ立ち直り、他の女の子にアタックする。
卒業後は3流大学に進学する。
『対戦ぱずるだま』で好雄に勝つと、彼の顔には「×マーク」の紙が顔全体に貼られる上、対戦者が優美だと台詞が大きく変わる。
『POCKET』や『ときめきの放課後』では主人公に対し、下校時に「たまには一緒に帰るか」と誘って帰ることもある。『ときめきの放課後』の好雄エンディングでは「恋人はできなかったけど、親友はできたじゃないか！」とスポ根青春映画のように終わる。
ドラマシリーズにおいては、『虹色の青春』で沙希がクラブの備品の買い出しに行ったからその日クラブに出られないだけなのに、「クラブを辞めてしまう」と聞き間違えて話してしまい、主人公を慌てさせる。また、ふざけた言い方で主人公の背中を押すこともある。『彩のラブソング』では漫才コンテストに遅れる夕子と古式ゆかりの時間稼ぎをするため、主人公と共に飛び入りで絶妙な漫才をする。『旅立ちの詩』では詩織との関係に悩む主人公に、一緒にマラソン大会に出場するよう誘う。
15年後の設定の『4』では、妹の優美と体育祭の二人三脚の記録レコードで名前のみ登場する。
ラジオドラマでは、第9話『学園祭』で高見公人に代わって主人公を務め、物語終盤で如月未緒と付き合うようになる。
この『1』シリーズでは『対戦とっかえだま』を除いて、全ての作品に登場する。『selection藤崎詩織』は声のみの登場。

## サブキャラクター
外井 雪之丞（そとい ゆきのじょう）
声：上田祐司
伊集院家の執事。毎年行われる同家主催のクリスマスパーティーの門番を務めていて、参加するにふさわしい容姿かどうかをチェックしている。容姿のパラメータが低いと参加出来ないが、一定以上の体力があるとなぜか独断で参加を許可してしまう（理由は後述）。しかし、独断なので会場に入れるものの、伊集院から「よくそんな格好で入れたな。後で外井に言っておかねば」などと言われてしまう。
外井の恋愛観
同性愛者であり、筋肉質で逞しい男性が好み。体力の値が高いとパーティーに参加させてくれるのはこのため。さらに、主人公が体力の高い状態を維持し続けると卒業式の日に高校にやってきて告白をする。本人も筋肉質の体格である。SFC版では高校3年時のパーティーに逞しい容姿で入場しようとすると「また来てくださったのですね。この外井嬉しゅうございます」と言うSFC版のオリジナルなセリフや、告白時にBGMが流れる。
その後
『ときめきメモリアル2 Substories 〜Leaping School Festival〜』では、名前のみ登場する。
15年後の設定の『4』では、クリスマスパーティーで古我良平を執拗に誘っていた門番として名前のみ登場する。
その他
当初の設定での名前は「薔薇雪乃丞」だったが、JIS第2水準で「薔薇」が表記されない為、ゲイの当て字である「外井」となった。
執事でありながら、自身専用のプライベートビーチを5種類所有している。これらのビーチはスキンヘッドのマッチョな男性だけしかおらず、筋肉質で逞しい男性の上に、スキンヘッドフェチとも考えられる。
現実でも、『お嬢様』と周囲から呼ばれる大金持ちの女性（日本・海外の区別抜き）には不義密通を防ぐ目的から、外井のような同性愛者を執事やボディーガードに使う所も多い。
後ろの席の少女
入学式の日、教室内で早乙女好雄が話しかけてくるシーンで主人公の後ろの席に座っている女の子。ソバージュの髪型と、頬のそばかすがチャームポイント。本名の設定、および独立キャラクターとして登場するシーンはない。コナミの配布していた無料雑誌「コナミマガジン」には彼女を描いた2ページの読み切り漫画が掲載された。
高橋 えつ子（たかはし えつこ）
声：津野田なるみ
きらめき高校の養護教諭。『おしえてYour Heart』と『ドラマシリーズVol.3〜旅立ちの詩〜』に登場する。『〜旅立ちの詩〜』では、肉離れを起こしてしまった主人公にマラソン大会出場を諦めるよう忠告してくる。なお、『おしえてYour Heart』で彼女の診察を受けなければならなくなった際は平常心で臨む必要がある。
番長
声：本作品内では製作スタッフの1人が声を担当
高校3年の2学期、デートの際に発生する不良との戦闘で主人公が不良たちに勝利した直後に登場、そのまま戦闘モードに突入する。必殺技は「袖竜」「金茶小鷹」など。主人公が戦闘に勝利した場合、彼に番長の称号を与えて去っていく。正体については『ときめきメモリアル2の登場人物#サブキャラクター』を参照。15年後の設定の続編『4』でも、ある条件を満たすと番長が登場する。
宇宙人
声：不明
紐緒結奈と修学旅行で自由時間の時に、ある場所で突然登場してくる。好戦的な性格で自ら攻撃してくる他、乗ってきた円盤でも攻撃してくる。意味不明な言語を喋る。何の目的で地球に来たのかは不明。SFC版には未登場。
古式ゆかりの父
声：石川ひろあき（古式ゆかり・おしゃべりピアス）
古式ゆかりとのデート中に戦闘になった場合、ゆかりに呼ばれて登場する。『forever with you』のOPアニメでも顔は映らないが、姿が確認できる。ラジオドラマでは古式ゆかり・おしゃべりピアスに登場。娘のゆかりから子離れできないほどの溺愛ぶり。自身と妻はきらめき高校の卒業生で、卒業式の日に伝説の樹の下での告白が元で結ばれた。
当初設定では広域暴力団の組長だったが、不動産屋に改まっている。暴力団組長設定の名残なのか、娘のゆかりが着ている和服は任侠の代名詞と言ってもいい牡丹模様である。後に古式の和服姿はイラスト集や『ときめきの放課後』で3回変わっている事が確認される。このゲームの舞台となったきらめき市は15年前に自身の経営する不動産会社と伊集院家による都市開発で都会化され、地元の名士となっている。和服を愛用しており、洋服の資料は高校時代の制服のみ。
ウェイトレス
声：津野田なるみ
スーパーファミコン版『〜伝説の樹の下で〜』付属のシングルCD内にのみ登場する、とある喫茶店の従業員。音声のみの登場であるため、外見・素顔などは不明。
伊集院 光輝（いじゅういん ひかりかがやき）
伊集院レイの祖父で、きらめき高校理事長。『プライベートコレクション』で名前が判明するが、容姿やその他の詳細は一切不明。15年後の設定の『4』では、孫のレイが理事長を務めていることが語られているので、彼自身は引退している模様。

## ドラマシリーズに登場する人物
秋穂 みのり（あきほ みのり）
声：丹下桜
ドラマシリーズ全3作に登場し、後にOVAにも登場。サッカー部のマネージャーで、主人公の1年後輩。同じくサッカー部のマネージャーである虹野沙希を先輩として強く慕う一方、当初は『虹色の青春』の主人公をやたらと敵視している。主人公が虹野に話しかけると激怒したり、主人公が虹野に気がある様な素振りを快く思わない言動を見せる。その為、主人公が話し掛けた時には一応返答するが、不機嫌な物言いになる。
しかしあることがきっかけで主人公と打ち解け、その後は積極的に会話するようになる。続編や『虹色の青春』本編後のドラマCDでは、自覚のないうちに自身も次第に主人公に惹かれていたことが語られており、虹野への配慮と自らの恋心との板挟みに苦悩する。『彩のラブソング』のサブイベントでは、その心情をも吹っ切って成長する彼女の姿が描かれている。
『旅立ちの詩』では最終的に彼女が恋心を抱いていたもう一人の人物の存在が判明する（ゲーム内には未登場）。おまけ「秋穂の手紙」の中で、その人物へ伝説の樹の葉を同封したボイスレターで告白している様子が見られる。結果は描かれないため、彼女の恋が成就したのかは不明。
彼女をサッカー部のマネージャーに誘った沢渡透に想いを寄せられていたが、彼に対しては友人またはクラスメイト以上の感情は持っていない。
「月刊ときめきメモリアル」時代の後半には「14人目のヒロイン」的に扱われていたこともあった。
美咲 鈴音（みさき すずね）
声：桑島法子
『彩のラブソング』以降の2作に登場。『彩のラブソング』にて主人公の所属するバンド「彩」（いろどり）のキーボーディストで、主人公の1年後輩。きらめき高校入学以前からエレクトーンを嗜んでおり、その縁で巧から「彩」のキーボードにスカウトされた。主人公からはあくまでも妹のような感情で捉えられているが、過去のある出来事から一途に主人公へ想いを寄せている。後に起こる複雑な状況下で主人公への想いを吐露する。
大沢 巧実（おおさわ たくみ）
声：置鮎龍太郎
「彩」のベーシストであり、後述の服部朱美ともに「彩」を立ち上げた人物。ボーカルとリーダーを務める朱美が高校卒業と同時に「彩」を脱退した後、一時期主人公とボーカルを務めていた。ギタリストの主人公とは相性抜群のコンビだったが、とあることをきっかけに両者の関係は気まずいものになる。伊集院レイほどではないが、女の子の取り巻きがいる。しかしある人物へ真剣に恋心を抱いており、取り巻きと引き換えにしてでも成就させたいと考えている。
声を担当した置鮎は、後に『Girl's Side』で「姫条まどか」役も担当している。
田村 康司（たむら こうじ）
声：堀川亮（現・堀川りょう）
「彩」のドラマー。バンドのリーダー的存在で、常に周りから頼りにされる性格の持ち主。バンドの楽曲は作曲していないが作曲理論にも詳しく、主人公へ曲づくりのアドバイスをするなど、メンバー内では特に音楽に精通している。彼の伯父がドラマーであることに影響されて、ドラムを始めている。また伯父の縁で、「彩」のリハーサルに本格的な音楽スタジオをブッキングしている。
なお、彼はライブ本番となると頭にタオルを巻き、サングラスを着用するポリシーの持ち主のようである（イメージイラストではさらにタンクトップを着用している）。
巧実と康司は鈴音と違い、『旅立ちの詩』本編や卒業編には直接登場しないが、卒業文集の写真で姿のみ登場する。また、巧実と康司は主人公にとっては好雄よりも親友としての描写が強い。
コーチ
声：小野坂昌也
『虹色の青春』にのみ登場する。主人公が所属するサッカー部のコーチ。
コーチであるが、きらめき高校の体育教師でもある。
声を担当した小野坂は、本作に先駆けて「もっと!ときめきメモリアル」内でのラジオドラマおよび「月刊ときめきメモリアル」のCDドラマにて主人公の「高見公人」役も担当している。
沢渡 透（さわたり とおる）
声：三木眞一郎
『虹色の青春』本編とCDドラマ、及び『旅立ちの詩』に登場（ただし『虹色』本編の時点では名前の設定無し、また声も開発スタッフが担当）。1年生ながらサッカー部のレギュラーに抜擢される。秋穂に好意を持っているようだが、当の本人からはクラスメイト以上には思われていない模様。声を担当した三木は、後に『Girl's Side』で「三原色」役も担当している。
部長
声：野島健児
『彩のラブソング』の如月シナリオ、『旅立ちの詩』の鏡シナリオに出てくる演劇部の部長（『彩のラブソング』の時点で3年生だったため、『旅立ちの詩』ではOBとして登場する）。演劇に対する情熱は非常に強く、熱い性格。
声を担当した野島は、後に『2』で「穂刈純一郎」役、『Girl's Side 2nd Kiss』で「赤城一雪」役も担当している。
服部 朱美（はっとり あけみ）
声：遠藤みやこ（CDドラマ）
『彩のラブソング』にのみ登場。『彩のラブソング』の本編では登場人物の会話で名前が出るのみだが、CDドラマでは物語に深く関わるキーパーソンとして登場する。「彩」は彼女が大沢巧実と2人で立ち上げたバンドであり、ボーカルを担当していたが、きらめき高校を卒業すると同時に「彩」も脱退。登場人物の間での会話では、男勝りな性格だった人物であることが語られているものの、CDドラマではさっぱりした明るい女性として登場する。
鈍感で女々しい性格の主人公を弟のように、そして作曲者としても演奏者としても目をかけ、そして発破をかけていたが、それは主人公が作る「女性視点の作詞と作曲」を評価しての行動だったことが、CDドラマで彼女の口から語られている。また、主人公に好意を寄せていたらしき節がある。CDドラマでは主人公を「弟クン」と呼んでいる。
「彩を知ったら他のバンドでは唄えない」という理由で、卒業後は音楽活動を行っていない。また田村康司とは手紙で交流を続けている模様。
ともみ
声：柚木涼香
『旅立ちの詩』にのみ登場。サッカー部のマネージャーで1年生。目立つ仕事にしか興味がないらしく、先輩であるみのりを何かと困らせている。
栗林 みえ（くりばやし みえ）
声：栗林みえ（現・栗林三枝）
『ドラマシリーズ』全3作に隠れキャラクターとして登場するアイドルの卵。当時コナミが「ときめきティーン」として売り出していた栗林をモデルにしたキャラクターであり、声も本人が担当していた。ゲームを媒体にしてアイドルのプロモーションを行うという構想の下に登場した。

## POCKETに登場する人物
『POCKET』オリジナルのヒロイン3人は「スポーツ編」「カルチャー編」のいずれかに登場しないメインキャラクターにある特徴や要素を併せ持ったような特徴がある。なお、『POCKET』ではパッケージによって登場するメインキャラクターが異なる。
- 「スポーツ編」のみ登場 - 虹野沙希・古式ゆかり・清川望・美樹原愛
- 「カルチャー編」のみ登場 - 如月未緒・紐緒結奈・片桐彩子・鏡魅羅・朝日奈夕子・早乙女優美
- 藤崎詩織・館林見晴・伊集院レイ・早乙女好雄は両方共通して登場する。

宗像 尚美（むなかた なおみ）
声：堀江由衣
「スポーツ編」に登場。きらめき高校とのライバル関係にある、末賀高校（サッカー部が強く、ドラマシリーズの『虹色の青春』では、元プロをコーチに迎えているという）の生徒。吹奏楽部でホルンを担当しており一流の交響楽団からスカウトを受けるほどの実力を持つが、そのせいか周囲に一歩引かれた態度をとられ、寂しく思っている。
おしとやかに見られがちだが実際はかなりの行動派で、野球観戦に連れて行くと（2度目の観戦）トランペットで応援に加わるなど、チャレンジ精神旺盛。一方動物が苦手で、特にコアラは天敵。
きらめき高校吹奏楽部との合同演奏会の打ち合わせで来校した際に、たまたまいた主人公に吹奏楽部長のいる場所を聞いて来たことで出会う（出会う前に、好雄やレイと下校の際に途中でホルンを練習している姿を見掛けることがある）。
音楽に慣れ親しんでいるせいか、GB版に収録されているミニゲームのビートマニア（文化祭でのリズム感測定マシーン）はそこそこ上手い。
現在までに発売されているナンバリングシリーズの中で、他校の生徒ながら伝説の樹の下で告白する唯一のヒロイン。
他校の生徒が攻略対象という設定は、続編の『ときめきメモリアル2』と『4』『Girl's Sideシリーズ』において、形を変えて引き継がれている。
パトリシア・マクグラス
声：倉田雅世
「スポーツ編」に登場。ニックネームは「パット」。1年目の3学期にきらめき高校にやってくる留学生であり、当初は日本語がうまく話せず（片言のカタカナ表示）、コミュニケーションをとるのが難しい（ゲーム的には主人公の「文系」パラメータが低いとデートが成立しない）。しかしその後言葉の壁を克服し、校内での成績もトップクラスになるなど、かなりの努力家である。性格は明るいが、スピード狂という一面も持つ。
『1』では唯一ゲーム中に家族全員が登場し、父は元格闘家の外交官でかなりの筋肉質、母は元モデルでかなりの美人、兄はレーシングドライバーであることがわかる。兄の名前はジムである。
主人公が忘れ物を取りに戻った時、故郷が恋しくなり泣いている所に遭遇し慰める場面があり、彼女が日本に来てとても不安がっていることがうかがえる場面である。また、イベント等で南半球出身であることがうかがえる。
主人公にある程度の好意を持つと自宅に招待する。その際、父が主人公の鍛えている度合いを評価する発言する。根性のバラメーターが高いと高評価する。
怒ると恐い上、普段の片言がかった口調と打って変わって流暢な関西弁が炸裂する（彼女の感情が怒りの場合の電話の際や戦闘で判明する）。父や兄は主人公に対しては常に関西弁である。
ナンバリングシリーズでは初の純粋な外国人キャラクターである。
和泉 恭子（いずみ きょうこ）
声：中島沙樹
「カルチャー編」に登場。正義感が人一倍強く、「正義の味方」を目指している。そのために体を鍛え、スポーツ万能。世界征服を企んでいる結奈と敵対することも。一方で非常に運が悪く、おみくじを引くと必ず大凶が出てしまう。
家は代々防衛系に携わる一家らしい。彼女自身も何かの組織に属しているような一場面もある。レイを隊長とうっかり呼ぶなど何らかの関係がある様子。
登場キャラクターの中では遊園地に関わりがあるらしく、条件によってはバイトをしている事をうかがわせる場面も。
彼女が出現している状態でなおかつ紐緒結奈も登場していると、ゲーム内の戦闘イベントを全て経験することも可能となるが、どちらを攻略対象にするかや条件を満たしているか否かによって体験できないものもある。
戦闘に関してはドジを踏んですぐに戦闘不能に陥るが、番長戦では変身して真価を発揮する。彼女が関わる戦闘イベントの一部は、戦闘BGMがヒーローショーのテーマに切り替わる。
仕様かバグかは不明だが、彼女のみベストなプレゼントをした時には笑顔ではない。
『4』では、体育祭の100m走の記録レコードで名前のみ登場する。
『3』に登場する和泉穂多琉との血縁関係はない。

## CDドラマ・ラジオドラマに登場する人物
芹沢 勝馬（せりざわ かつま）
声：菊池正美
CDドラマの主人公。勉強も運動もやればできるのだが火事で両親を失ってからは無気力になり、怠惰な毎日を過ごしている。中学時代にはバスケットボール部のエースだった。また音楽バンドのメンバーだったこともあり、ギターを弾ける。後のラジオドラマでは、詩織と公人の仲をサポートする役回りになる。15年後の設定の続編『ときめきメモリアル4』では、体育祭の二人三脚の記録レコードで奈津江とともに名前のみ登場している。
鞠川 奈津江（まりかわ なつえ）
声：久川綾
CDドラマオリジナルキャラクター。勝馬の幼馴染でバスケットボール部所属。勝馬の世話に毎日手を焼いている。後のラジオドラマでは勝馬と同様、詩織と公人の仲をサポートする役回りになる。15年後の設定の続編『4』では勝馬と同様、体育祭の二人三脚の記録レコードで名前のみ登場している。またドラマシリーズ『旅立ちの詩』でも、主人公と詩織が編集に関わる文集に名前のみ登場している。なお『forever with you』ではバスケットボール部に所属した場合にのみ、特定のイベントで彼女に非常によく似た人物を確認することができる。
十一夜 恵（じゅういちや めぐみ）
声：國府田マリ子
CDドラマオリジナルキャラクター。奈津江の親友で、占いごとに詳しい。おとなしく、思い込みの激しい性格。惚れやすい人物でもある。バスケットボール部のマネージャーをしている。
戎谷 淳（えびすたに じゅん）
声：緒方恵美
CDドラマオリジナルキャラクター。勝馬の親友。レイと並ぶプレイボーイと言われているが、面倒見が良い。後のラジオドラマでは、詩織にかなり接近する役回りとなる。
田中 竜太（たなか りゅうた）
声：りっきー
CDドラマオリジナルキャラクター。サッカー部に所属。性格は典型的な日本男児。詩織の大ファン。ドラマシリーズ『虹色の青春』にも会話の中にだけ登場する（CDドラマ版『虹色の青春』では直接登場する）。15年後の設定の続編『4』では、体育祭の100m走の記録レコードで名前のみ登場する。
高見 公人（たかみ なおと）
声：小野坂昌也
ラジオドラマの主人公。詩織の幼馴染。名前の由来は「主人公の高見の見物」から。
つまりゲーム本編の主人公と全く同じ立場なのだが、ドラマ内での彼の立場はギャグ担当。妄想癖が激しいのが玉に瑕で、ラジオドラマではこの「妄想シーンの一人芝居」が名物となっていた。幼馴染の詩織に一途な想いを寄せており、事あるごとに彼女に告白しようとするがいつも邪魔が入ってしまい、結果的に詩織を傷つけてしまう。また困っている人を放っておけない優しい性格であるため、詩織以外のヒロイン達を次第に惹きつけていく。
『月刊ときめきメモリアル』のCDドラマにも登場し、主人公を務めている。
長沢 ゆりか（ながさわ ゆりか）
声：長沢ゆりか
ラジオドラマ内のラジオ番組にキャラクターとして本人が登場。歌手。高校生に絶大な人気を誇る、db-FMのパーソナリティー。
古式ゆかりの母
声：五十嵐麗
ラジオドラマの古式ゆかり・おしゃべりピアスに登場。娘のゆかりを「ゆかりさん」と呼んでいる。夫と同じく彼女もきらめき高校の卒業生で、彼とは卒業式の日に伝説の樹の下で結ばれた。
菅原 文太郎（すがわら ぶんたろう）
声：菅原正志
ラジオドラマの第8話に登場。試合相手のほのぼの高校のサッカー部員。
牧口 美奈（まきぐち みな）
声：伊藤美紀
ラジオドラマの第10話に登場。きらめき高校出身の大学生。母校に教育実習にやってくる。
ヒロシ
声：保志総一朗
ラジオドラマの第10話に登場。優美の同級生。ひそかに優美に思いを寄せる。声を担当した保志は、後に『Girl's Side 1st Love』で「天童壬」役も担当している。
ノリコ
声：菊池志穂
ラジオドラマの第10話に登場。優美の同級生。
木内 茜（きうち あかね）
声：嶋方淳子
CDドラマ『ときめきメモリアル 彩のラブソング 〜With you〜』に登場。美術部に所属し、彩子の親友。『旅立ちの詩』では文集にて美術館から賞を受賞したとの記述。
西原 あゆみ（にしはら あゆみ）
声：氷上恭子
CDドラマ『ときめきメモリアル 旅立ちの詩 〜so long 館林見晴〜』に登場する、見晴のクラスメイトで親友。面倒見の良い姉御肌で、クラスの女子のリーダー的存在。
男子生徒（だんしせいと）
声：鈴村健一（『旅立ちの詩 〜so long 館林見晴〜』）
CDドラマ『ときめきメモリアル 旅立ちの詩 〜so long 館林見晴〜』に登場する、藤崎詩織の幼馴染。名前は不明。ゲーム本編の主人公と同じ立場。『旅立ちの詩』と同様のストーリーに沿って見晴と出会う。自分の高校生活に後悔の念を抱いており、マラソン大会に出場する。鈍感な性格のため、それが原因で見晴を傷つけてしまう。
『旅立ちの詩 〜so long 藤崎詩織〜』では、終盤の卒業式のシーンで「詩織もがんばれよ」の台詞のみで登場するが、これは詩織が思い描いていた幻影（イメージ）であり男子生徒本人ではない。また、鈴村とは別人が声を演じている。
藤堂ひろし（とうどう ひろし）
声：高木渉（月刊ときめきメモリアルNo.1〜6）
月刊ときめきメモリアルNo.1～6に収録されているCDドラマの登場人物。
朝日奈夕子と最悪の出会い方をするが、次第に惹かれていく。

## ノベライズに登場する人物
高野 直也（たかの なおや）
全巻に登場する、藤崎詩織の恋愛対象者。詩織とは小学校からの幼馴染。幼い頃は詩織とよく一緒にいたが、思春期を境に詩織を異性として意識し始めてしまい、それ以降優等生の彼女に似合わない、冴えない自分に悩む傾向にあった。しかし、詩織と同じきらめき高校に入学したことをきっかけに、親友になった早乙女好雄のアドバイスもあり、彼女に告白する決心を固める。詩織の幼馴染という設定のためか、第4巻にも美樹原愛の恋愛対象者として登場している。
卒業式のエピソードが描かれた第6巻で、美樹原愛・早乙女好雄・伊集院レイの計らいにより、詩織が待つ伝説の樹の下へ向かい彼女から告白され、伝説の祝福を受けて結ばれる。
ゲーム本編の主人公と同じ立場であり、ノベライズ版におけるヒロインの恋愛対象者の中で、唯一本編にモデルが存在する。また、恋愛対象者の中で一番出番が多く、立場が優遇されていることがわかる。
ノベライズの執筆にラジオドラマのシナリオライターを務めた花田十輝とあかほりさとるが関わっているためか、ラジオドラマの主人公・高見公人と名前や鈍感な点、妄想癖や何かにつけて詩織に告白しようとする点が似ている。
柏崎 祐介（かしわざき ゆうすけ）
第1巻に登場する、清川望の恋愛対象者。高校1年の夏休み前に水泳部に入部し、望と出会う。特に秀でた才能があるわけではないが、練習には真剣に取り組んでいる。その姿が望に興味を持たせてしまう。
松沢 達平（まつさわ たっぺい）
第2巻に登場する、片桐彩子の恋愛対象者。美術部に所属しており、彩子とはそりが全く合わない犬猿の仲。1年目の文化祭を目前にして、展示用作品の『2人合作作品』を彩子と作ることになる。
今井 良樹（いまい よしき）
第2巻に登場する、鏡魅羅の恋愛対象者。魅羅のクラスメイト。魅羅に対して何らかの気持ちがあるのか、「つまらない」などの発言をする。魅羅は彼を気にもしていないが、彼は幼い頃から彼女を知っている模様。
和田 雅弘（わだ まさひろ）
第3巻に登場する、如月未緒の恋愛対象者。高校1年時の体育祭で倒れた未緒を助けたことがある。真由（まゆ）という名前の幼馴染がおり、その幼馴染が未緒の親友だったことも重なり、作中で複雑な三角関係を生んでいくことになってしまう。
全恋愛対象者の中で、ヒロインと結ばれなかった唯一の人物。
吉野 真一（よしの しんいち）
第3巻に登場する、虹野沙希の恋愛対象者。高校1年時にマネージャーを務める沙希のスカウトで野球部に入部し、1年生ながらレギュラーに抜擢されるほどの実力の持ち主だったが、夏の大会の決勝戦でエラーをしてしまった結果、チームが敗れたことに責任を感じ野球部を去る。部を去ると同時に自分をスカウトした沙希も避けていたが、彼女と偶然再会したことにより忘れていた何かを思い出し、改めて新入部員として部に入部する。
安西 光一（あんざい こういち）
第4巻に登場する、紐緒結奈の恋愛対象者。高校1年の春に入部する部活の見学を行っていた途中、偶然「見てはいけないもの」を見てしまったせいで科学部に入部させられ、以来結奈の研究を手伝っている。彼女を見返そうと思っているが彼自身はいわゆる体育会系の生徒であり、結局結奈の研究助手兼実験台になってしまう。そんなある日、彼の友人が光一をサッカー部に引き抜きに訪れ、ある決断を迫られてしまう。
伊崎 洋介（いざき ようすけ）
第5巻に登場する、古式ゆかりと朝日奈夕子の恋愛対象者。剣道部に所属している（『1』に存在しないが、『4』には存在する）。彼の存在が、ゆかりと夕子の友情に溝を作っていくことになる。
羽村 葵（はむら あおい）
第6巻に登場する、館林見晴の恋愛対象者。いつも不良のような素っ気ない言動だが、心に純粋な優しさを持っている少年。3年前の入学式の日に猫を助けようとして木に登り落ちてきた見晴を助けたことがあり、以来彼女に好意を寄せられている。しかし彼に悪い噂が流れてしまい、見晴との仲に亀裂が生じてしまう。また、幼少期のある出来事から女性に対して強いトラウマを抱いており、信じることができずにいる。
恭子（きょうこ）
第1巻に登場する、きらめき高校の卒業生（直也と詩織たちが入学する1ヶ月前に卒業した）。在学時は女子バスケ部に所属していた。苗字は不明。タカシと相思相愛の関係で、彼と同じ大学に進学が決まっていたが、ある出来事がキッカケで海外の大学に編入手続きをした。作中で藤崎詩織に「さよなら」と書いたタカシ宛の手紙を渡してくれと頼むが、直也と詩織の計らいで伝説の樹の下でタカシと会い彼に告白して結ばれる。
タカシ
第1巻に登場する、きらめき高校の卒業生（卒業した年は上記の恭子と同様）。苗字は不明。
金谷 真由（かなや まゆ）
第2巻に登場する、如月未緒の親友。彼女の恋愛対象者・和田雅弘とは幼馴染の関係。未緒が雅弘に好意を寄せているを知り彼女の恋路をサポートするが、実は自身も彼に想いを寄せておりその気持ちを抑えられなくなった結果、親友の未緒を裏切ってしまうことになる。
篠塚 拓（しのづか たく）
第2巻に登場する、如月未緒に一途な想いを寄せる彼女のクラスメイト。心優しい素直な性格の少年で、同級生の前で未緒が好きだと大胆に叫ぶなど、人の迷惑を考えないような短所も持っているが、親友のために雅弘から身を引いた未緒を慰めるなど彼女に対する気持ちは本物。